# غسل تعمید آتش
غسل  آتش (انگلیسی: Baptism of Fire) عنوان سومین داستان از مجموعهٔ حماسی و فانتزی ویچر، اثر آندری ساپکوفسکی می‌باشد. این کتاب اولین مرتبه در تاریخ ۱۹۹۶ به زبان لهستانی چاپ گردید و در سال ۲۰۱۴ نیز به زبان انگلیسی منتشر گردید. داستان کتاب ادامهٔ ماجرای کتاب قبلی، زمان خواری می‌باشد و پیش درآمدی است بر عنوان کتاب بعدی با نام برج پرستو. این کتاب در ایران توسط انتشارات آذرباد منتشر شده است.